# Ашшур-убалліт I
Ашшур-убалліт I (аккад. «Ашшур, зберіг в живих»; правив між 1365/1363 або 1353/1352 — 1330/1328 або 1318/1307 рр. до н.е.)  — ассирійський правитель, син Еріба-Адада І. Перший з ішшіакумів Ашшура, який прийняв титул царя Ассирії, щоправда іменував себе так в міжнародних відносинах, а для домашнього вжитку і далі послуговувався титулом ішшіакума. Саме за Ашшур-убалліта Ассирії вдалося здобути незалежність від Мітанні.
У своїх листах до єгипетського фараона Ехнатона Ашшур-убалліт називав його братом і цим самим претендував на статус владики «великої» держави поряд з правителями Мітанні, Вавилонії та Хатті. Успішно воював з Мітанні, а також відвоював у хуритської держави Аррапхі важливу область Кабра, у якій знаходилися переправи через Нижній Заб. Щоправда слід зазначити, що основну роль у боротьбі з Мітанні спершу відіграла вміла гра на міжусобицях всередині країни, а потім розгром цієї держави хетським царем Супіллілумою І. Також Ашшур-убаліт здійснив кілька походів проти горян Загросу.

## Правління
Від епохи Ашшур-убалліта І збереглося чимало документів, які дозволяють відтворити картину міжнародних відносин у регіоні. На їх основі можна охарактеризувати його як умілого та успішного дипломата.
З його правлінням розпочалася систематична боротьба за розширення царства Ашшура та встановлення контролю над Верхньою Месопотамією. Ашшур-убалліт І спочатку зміцнив правління Ашшура над долиною Тигру. Він провів відновлювальні роботи в місті Ніневія та побудував або відремонтував укріплення, храми та палац у столиці Ашшурі. Потім, коли конфлікт між царствами Хатті та Міттані загострився, він скористався нагодою, щоб перетворити Ассирію на незалежну політичну та територіальну державу. Він спрямував кілька кампаній на захід і захопив територію у Міттані після її поразки від хеттського царя Суппілуліуми I. Тим часом, однак, крах правління Міттані в гірських районах на північ від ассирійського столиці створив нестабільність, яку Ашшур-убалліт І вирішив, провівши там кілька військових кампаній. 
Ашшур-убалліт підтримував угрупування мітаннійської знаті, незадоволене царем Тушраттою, яке зрештою здійснило переворот, — вбило Тушратту, а царем став його брат Артадама ІІ. Однак фактичним правителем став син немолодого царя, Шуттарна ІІІ. Доказом участі Ашшур-убалліт у цих подіях можна вважати те, що Шуттарна повернув йому дорогоцінні ворота прикрашені сріблом та золотом, які міттанійці захопили як трофей в Ашшурі більш як за сторіччя до того. Так само мітаннійці остаточно визнали повну незалежність Ассирії- на знак чого Шуттарна прислав Ашшур-убалліту багаті дари. Однак серед мітанійської знаті було й угрупування, що не підтримало нового царя та його дружбу з колишнім васалом — Ассирією. На чолі невдоволених стояв син вбитого Тушратти — Сатівасса. Він втік до хетів. Цар Суппілілума не лише прийняв утікача, але й вирішив скористатися нагодою, аби втрутитися у справи сусіда і відправив свої війська, щоб повернути «законного правителя». Хоч ассирійці і допомогли Шуттарні, але хети розгромили союзників і захопили та розграбували столицю Мітанні Вашуканні. Власне мітанійськими залишилися лише східні області, а більшою частиною Мітанні почав правити зобов'язаний хетам і фактичний васал Суппілілуми Сатівасса. Держава Мітанні була розгромлена, період її гегемонії в регіоні скінчився.
Він відновив контакти Ассирії з Єгиптом, розпочаті, можливо, двома поколіннями раніше, надсилаючи фараону дипломатичні листи та цінні подарунки, тим самим стверджуючи свій статус царя рівного рангу та значення. Таким чином, він намагався зміцнити своє міжнародне положення, встановивши дипломатичні зносини з Єгиптом, де саме розпочав правити Ехнатон. Серед амарнських листів є два його листи до фараона. У першому Ашшур-убалліт згадує, що дипломатичні відносини між Ассирією та Єгиптом розпочалися ще за часів його діда Ашшур-надін-аххе II. Він шле фараону подарунки — коней, колісниці, лазурит і просить у нього у відповідь прислати золота. Другий лист є фактично супроводжувальним посланням ассирійського посла: «Відправляю тобі цього посла, щоб бачити тебе і бачити твою країну. Нехай взнає твою волю і волю твоєї країни, а тоді нехай повертається». Дипломатичні відносини між Ассирією та Єгиптом не подобалися їх сусідам — Мітанні та Вавилонії. Зберігся лист вавилонського царя Бурна-Буріаша ІІ до Ехнатона, у якому він дорікає йому за прийом ассирійських послів, що розглядає як недружню щодо нього акцію, оскільки вважає їх своїми підданцями. Щоправда, уся ця орієнтована на Єгипет дипломатія була марною, бо Ехнатон захопився внутрішніми реформами і зовсім закинув азійські справи, поступово втрачаючи вплив, здобутий його попередниками.
Він видав свою дочку Мубалліт-Шеруа заміж за Бурна-Буріаш II, каситського царя Вавилонії, хоч Бурна-Буріаш ІІ свого часу й обурювався дипломатичними відносинами держави, яку вважав залежною від себе з фараоном, але зростаючу політичну могутність Ассирії не можна було ігнорувати. Більше того, хоч Бурна-Буріаш був тестем Суппілілуми, але в момент загострення зносин між хетами та ассирійцями він підтримав сусіда та свого тестя, а не зятя. По його смерті вавилонський престол посів син від ассирійської принцеси Караіндаш II. Але молодий цар невдовзі загинув внаслідок заколоту, а престол зайняв представник антиассирійської партії Назі-бугаш. Однак правив він недовго: незабаром стався заколот вже проти нього і трон зайняв інший син Бурна-Буріаша ІІ — Курігальзу ІІ. Тим самим Ашшур-убалліт І не лише встановивши політичні відносини з південним месопотамським царством, але й надавши собі право втручатися у спадкоємство вавилонського престолу, коли син від цього дипломатичного шлюбу був убитий, втручаючись у вавилонські справи і зміг посадити там на трон своїх ставлеників: спершу свого онука Караіндаш II, а потім Курігальзу ІІ.
Хоча джерел залишається мало, збережена адміністративна документація підтверджує, що з часів правління Ашшура-убалліта І зростаюча політична могутність Ассирії більше не могла ігноруватися її сучасниками. Після його смерті йому успадкував син Адад-нірарі I.